# Anastasia Golovina
Anastasia Golovina (em búlgaro:  Анастасия Головина, também Anastassya Nikolau Berladsky-Golovina e Atanasya Golovina; Quixinau, 1850 – 1933) foi a primeira médica búlgara.

## Formação e carreira
Anastasia Golovina nasceu em Quixinau. Graduou-se na Sorbonne em 1878, onde defendeu sua tese de doutorado "Histological examination of the walls of the arteries", que despertou a admiração de Jean-Martin Charcot. Foi a primeira mulher búlgara a graduar-se em uma universidade.
Trabalhou em hospitais e escolas, e foi especialista em doenças internas bem como uma psiquiatra. Teve contato com círculos revolucionários na Bulgária e Rússia na metade da década de 1870.